# Do not go gentle into that good night
Do not go gentle into that good night är en dikt i form av en villanelle och den walesiske poeten Dylan Thomas mest kända dikt. Dikten skrevs 1947, och publicerades i diktsamlingen In Country Sleep, and Other Poems 1952.
Dikten skrevs till poetens döende far. Dess huvudtema kretsar kring ljus och mörker och dikten är en uppmaning till att protestera mot livets slut i stället för att ge efter. Versraden som givit dikten dess titel upprepas genomgående i dikten och den andra återkommande versen är "Rage, rage against the dying of the light". "Good night" syftar på döden, "light" på livet medan "do not go gentle" och "rage" är en uppmaning till protest. Dikten präglas av repetition och allitteration vilket tillsammans med villanellens speciella versform ger den en stark rytm.